# Sundance Film Festival 2011
Il Sundance Film Festival 2011 si è svolto a Park City, Utah, dal 20 gennaio al 30 gennaio 2011.

## Film in concorso
Elenco dei film in competizione.

### U.S. Dramatic
- Like Crazy, regia di Drake Doremus
- Another Earth, regia di Mike Cahill
- Another Happy Day, regia di Sam Levinson
- Benavides Born, regia di Amy Wendel
- Circumstance, regia di Maryam Keshavarz
- Gun Hill Road, regia di Rashaad Ernesto Green
- HERE, regia di Braden King
- Higher Ground, regia di Vera Farmiga
- L'arte di cavarsela (The Art of Getting By), regia di Gavin Wiesen
- Punto d'impatto (The Ledge), regia di Matthew Chapman
- Little Birds, regia di Elgin James
- La fuga di Martha (Martha Marcy May Marlene), regia di Sean Durkin
- On the Ice, regia di Andrew Okpeaha MacLean
- Pariah, regia di Dee Rees
- Take Shelter, regia di Jeff Nichols
- Terri, regia di Azazel Jacobs

### U.S. Documentary
- How to Die in Oregon, regia di Peter D. Richardson
- Beats, Rhymes & Life: The Travels of A Tribe Called Quest, regia di Michael Rapaport
- BEING ELMO: A Puppeteer's Journey, regia di Constance Marks
- Buck, regia di Cindy Meehl
- Connected: An Autoblogography about Love, Death and Technology, regia di Tiffany Shlain
- Crime After Crime, regia di Yoav Potash
- Hot Coffee, regia di Susan Saladoff
- If a Tree Falls: A Story of the Earth Liberation Front, regia di Marshall Curry
- The Last Mountain, regia di Bill Haney
- Miss Representation, regia di Jennifer Siebel Newsom
- Page One: A Year Inside the New York Times, regia di Andrew Rossi
- The Redemption of General Butt Naked, regia di Eric Strauss e Daniele Anastasion
- Resurrect Dead: The Mystery of the Toynbee Tiles, regia di Jon Foy
- Sing Your Song, regia di Susanne Rostock
- Troubadours, regia di Morgan Neville
- We Were Here, regia di David Weissman

### World Cinema Dramatic
- Sykt Lykkelig, regia di Anne Sewitsky
- Abraxas, regia di Naoki Katô
- Todos Tus Muertos, regia di Carlos Moreno
- Asalto Al Cine, regia di Iria Gómez Concheiro
- Quelques Jours de Répit, regia di Amor Hakkar
- Un poliziotto da happy hour (The Guard), regia di John Michael McDonagh
- Kinyarwanda, regia di Alrick Brown
- I baci mai dati, regia di Roberta Torre
- Mad Bastards, regia di Brendan Fletcher
- Boker Tov Adon Fidelman, regia di Yossi Madmony
- Le Vendeur, regia di Sebastien Pilote
- Boleto al Paraiso, regia di Gerardo Chijona Valdes
- Tirannosauro (Tyrannosaur), regia di Paddy Considine
- Vampire, regia di Iwai Shunji

### World Cinema Documentary
- Hell and Back Again, regia di Danfung Dennis
- An African Election, regia di Jarreth Merz
- The Bengali Detective, regia di Philip Cox
- The Black Power Mixtape 1967-1975, regia di Göran Hugo Olsson
- Family Portrait in Black and White, regia di Julia Ivanova
- The Flaw, regia di David Sington
- The Green Wave, regia di Ali Samadi Ahadi
- KNUCKLE, regia di Ian Palmer
- Stand van de Sterren, regia di Leonard Retel Helmrich
- Project Nim, regia di James Marsh
- Senna, regia di Asif Kapadia
- Shut Up Little Man! An Audio Misadventure, regia di Matthew Bate

### Premi speciali della giuria
- U.S. Dramatic: Felicity Jones per l'interpretazione in Like Crazy, regia di Drake Doremus

### Premi del pubblico
- U.S. Dramatic: Circumstance, regia di Maryam Keshavarz

## La giuria
U.S. Dramatic: America Ferrera ( Stati Uniti), Todd McCarthy ( Stati Uniti), Tim Orr ( Stati Uniti), Kimberly Peirce ( Stati Uniti), Jason Reitman ( Canada)
U.S. Documentary: Jeffrey Blitz ( Stati Uniti), Matt Groening ( Stati Uniti), Laura Poitras ( Stati Uniti), Jess Search ( Regno Unito), Sloane Klevin ( Stati Uniti)
World Cinema Dramatic: Susanne Bier ( Danimarca), Bong Joon-Ho ( Corea del Sud), Rajendra Roy ( Stati Uniti)
World Cinema Documentary: José Padilha ( Brasile), Mette Hoffmann Meyer ( Danimarca), Lucy Walker ( Regno Unito)